# Nabu-iszdeja-ka’’in
Nabu-iszdeja-ka"in (akad. Nabû-išdēja-ka"in, tłum. „O Nabu, ustanów me wsparcie!”) – wysoki dostojnik sprawujący urząd abarakku (intendenta pałacu) za rządów asyryjskiego króla Salmanasara IV (782-773 p.n.e.). Według asyryjskich list i kronik eponimów w 777 r. p.n.e. pełnił on również urząd limmu (eponima).